# St. Nicholas Greek Orthodox Church
St. Nicholas Greek Orthodox Church, of St. Nicholas National Shrine at the World Trade Center, is een Grieks-orthodoxe kerk in Lower Manhattan, op Manhattan, New York. Ze is gebouwd naar een modernistisch ontwerp van Spaans architect Calatrava.
Consecratie had plaats op 4 juli 2022 en voltooiing op 6 december 2022. Ze is deel van de herbouw van het World Trade Center ter vervanging van een kerk die werd voltooid rond 1832 en verwoest bij de terroristische aanslagen op 11 september 2001.
Calatrava ontwierp ook het metrostation Oculus en liet zich inspireren door verschillende Byzantijnse kerken. Zo is de koepel gebaseerd op de Chorakerk en voorts de Hagia Sophia.
St. Nicholas Greek Orthodox Church bevindt zich in Liberty Park en vervangt een kerk die werd verwoest door de instorting van de South Tower van het World Trade Center nadat het gekaapte commerciële vliegtuig United Airlines-vlucht 175 de wolkenkrabber was binnengevlogen.
De kerk, een aartsbisdom van de Grieks-orthodoxe Kerk van de Verenigde Staten, was het enige gebouw dat geen deel uitmaakte van het World Trade Center, maar toch werd verwoest. Het project werd ontwikkeld door Port Authority of New York and New Jersey.

## Oude gebouw (ca. 1832–2001)

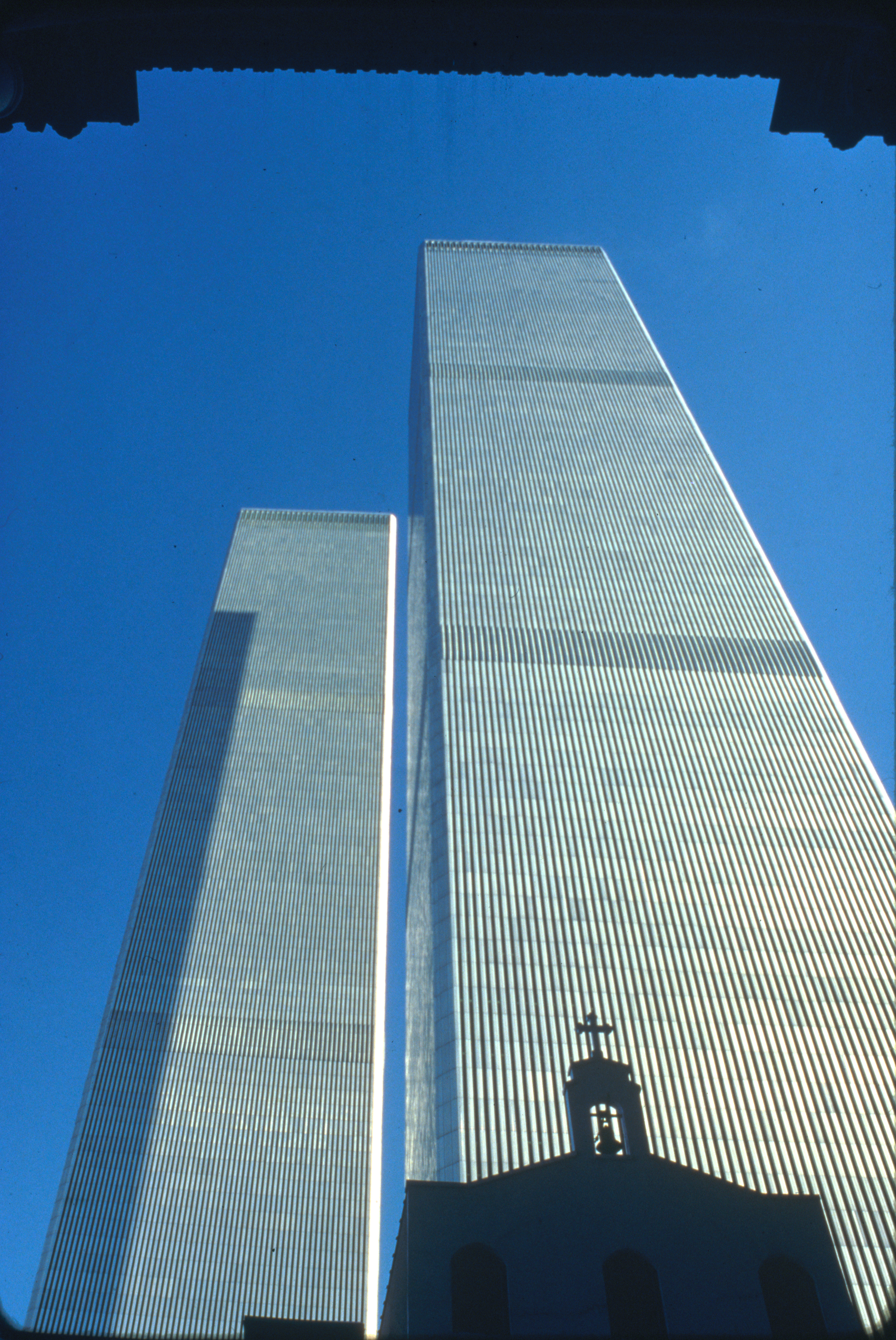
Oorspronkelijke kerk en het World Trade Center in 1976: instorting South Tower (vooraan) verwoestte het ca. 170 jaar oude gebouw

De oorspronkelijke kerk werd op 11 september 2001 samen met het oorspronkelijke World Trade Center verwoest.
De kerk was een van de gebouwen die niet werden gesloopt voor de bouw van het World Trade Center en lag vanaf 1966 tegenover de Twin Towers aan Liberty Street (nu 155 Cedar Street), tussen Washington Street en West Street. De kerk localiseerde zich tussen de South Tower van het World Trade Center aan Liberty Street, en het Bankers Trust Plaza aan Liberty Street. Laatstgenoemd gebouw werd tussen 2007 en 2011 afgebroken. Op de locatie van de voormalige kerk werd het verhoogde terrasvormige Liberty Park aangelegd.
De omvang van het kerkgebouw stond in schril contrast met de imposante wolkenkrabbers die beide ca. 415 meter hoog werden gebouwd. De kerk was 6,7 meter breed, 17 meter lang en 11 meter hoog. Aan drie zijden werd het gebouw begrensd door een parkeerplaats.
St. Nicholas Greek Orthodox Church werd voltooid rond 1832. De kerk was aanvankelijk een residentie en fungeerde tevens kort als herberg, voordat de stichters van de Grieks-orthodoxe parochie het gebouw kochten. Griekse immigranten vestigden zich in de kerk vanaf 1916 en kochten de structuur voor $ 25.000.
Het was een van de twee oudste parochiekerken onder het aartsbisdom van oude Griekse geschiedschrijvers tot 1993, waarna men overschakelde naar de Gregoriaanse kalender.
Tot de unieke kenmerken van de kerk behoorden haar kleine afmetingen en iconen, een geschenk van de laatste tsaar van Rusland, Nicolaas II, relikwieën die op heilige dagen uit hun kluis verwijderd werden voor aanbidding, maar werden na de aanslagen nooit meer teruggevonden.
Grieks-orthodox aartsbisschop Demetrios van Amerika verklaarde na de aanslagen dat de relikwieën werden vermengd met de overblijfselen van de slachtoffers van de aanslagen om als zodanig ook hen te vereren. Een handvol liturgische relikwieën werden na de aanslagen teruggevonden, waaronder beschadigde iconen van Dionysios van Zakynthos.

## Herbouw

### Oorspronkelijke project

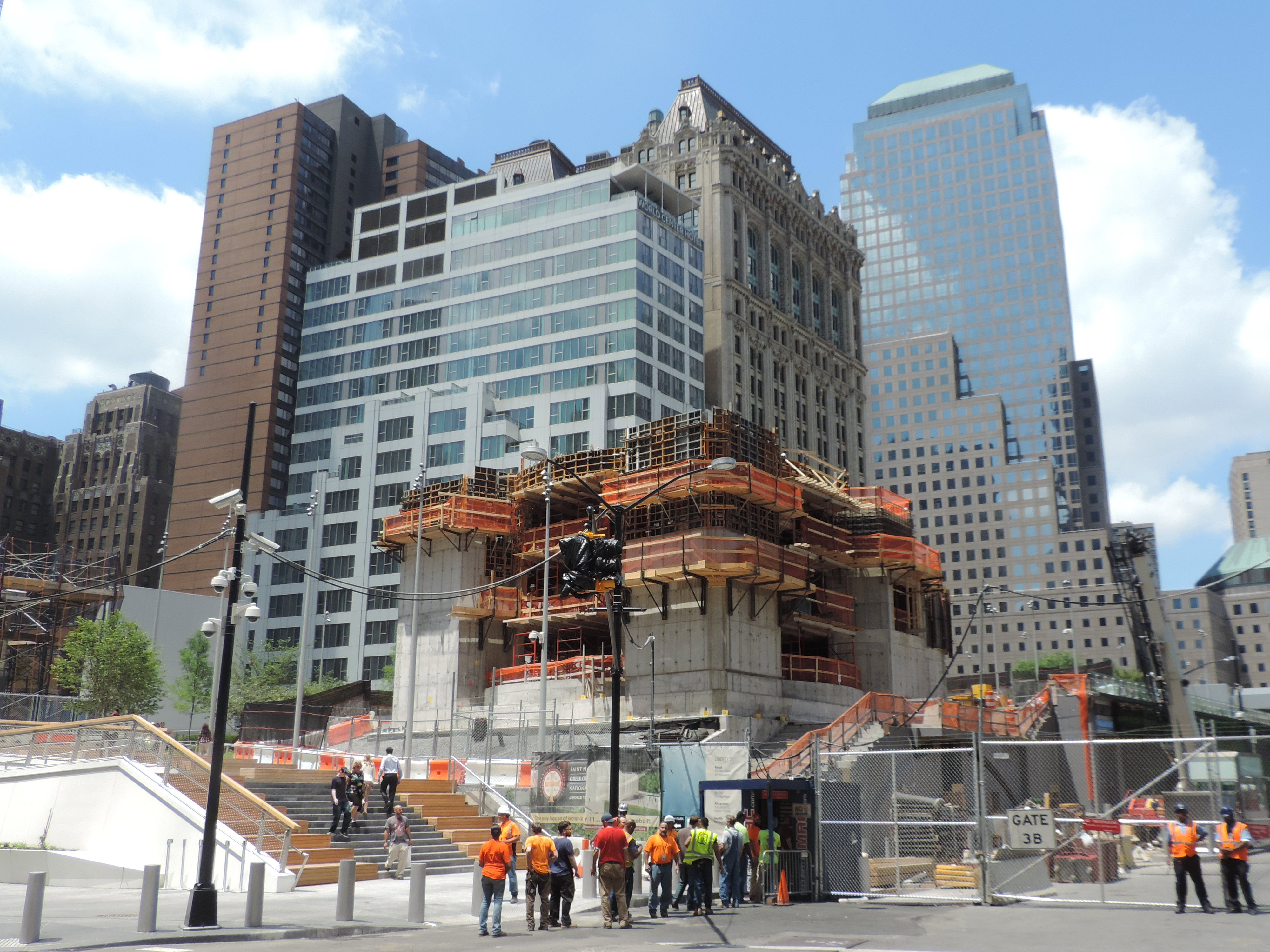
St. Nicholas Greek Orthodox Church, juni 2016

Na de ineenstorting van de Twin Towers werden giften ter waarde van ongeveer $ 2 miljoen ontvangen ten gunste van relikwieën, evenals aanvullende toezeggingen van bouwmaterialen en zeven jaar na de aanslagen werd een overeenkomst bereikt met de Port Authority of New York and New Jersey voor de volledige herbouw van de kerk. Op 23 juli 2008 betaalde de Port Authority zo'n $ 20 miljoen, waarvan $ 10 miljoen werd opgehoest door JPMorgan Chase. De Italiaanse stad Bari, waar de relikwieën van de heilige Nicolaas van Myra oorspronkelijk vandaan kwamen, schonk $ 500.000; Griekenland betaalde tot $ 750.000 en het Oecumenisch patriarchaat van Constantinopel doneerde $ 50.000 voor het installeren van relikwieën.
In maart 2009 verklaarde de Port Authority dat het was gestopt met onderhandelen met de kerkgemeenschap en de bouw van St. Nicholas Greek Orthodox Church werd geannuleerd. Port Authority of New York and New Jersey beweerde dat men te veeleisend was geworden en dat ze het hele World Trade Center-project, dat zich nog in een prille fase bevond, op de lange baan wou schuiven. Op 14 februari 2011 spande het Grieks-orthodox aartsbisdom van Amerika een rechtszaak van $ 20 miljoen dollar aan tegen de Port Authority of New York and New Jersey wegens het weigeren van de herbouw van de kerk. Op 14 oktober 2011, tien jaar nadat de oorspronkelijke kerk werd verwoest, werd een overeenkomst voor de wederopbouw van de kerk ondertekend, waardoor gerechtelijke stappen werden ingetrokken.

### Huidige kerk

St. Nicholas Greek Orthodox Church in aanbouw, december 2016

De nieuwe St. Nicholas Greek Orthodox Church - naar ontwerp van Santiago Calatrava - zou worden gebouwd tussen Liberty Street en Greenwich Street in het nieuw te bouwen Liberty Park, precies daar waar de voormalige kerk stond, op een perceel van 380 m². Het perceel was twee derde groter dan het eerder voorgestelde plan. St. Nicholas Greek Orthodox Church bestaat uit staal en beton, terwijl de buitenzijde werd bekleed met steen. De kerk zou ook een rouwcentrum omvatten in haar schip.
De nieuwe locatie op Liberty Street is minder dan 50 meter ten oosten van de oorspronkelijke locatie gelegen, maar is meer dan drie keer groter. St. Nicholas Greek Orthodox Church zou herbouwd worden op terrein van de Port Authority, op een verhoogd platform boven de spiraalvormige ondergrondse ingang van het Vehicular Security Center, een veiligheidspunt dat het World Trade Center moet beveiligen tegen onbevoegde voertuigen. Port Authority of New York and New Jersey schatte dat het ongeveer $ 25 miljoen zou uitgeven om het platform te bouwen waarop St. Nicholas Greek Orthodox Church zou komen te staan. Voorts zou het instaan voor de nodige nutsvoorzieningen, terwijl de kerk zou betalen voor alles wat boven de grond moest worden gebouwd.
Grieks-orthodox aartsbisschop Demetrios verklaarde dat "het onze belofte was om een getuige te zijn voor alle New Yorkers" en dat "gewetensvrijheid en het recht op spiritualiteit altijd zullen schijnen in de herrezen kerk". De bouw van de kerk nam een aanvang op 18 oktober 2014, maar het is nog onbekend wanneer de kerk zal worden voltooid. Ook het interieur wordt nog steeds bepaald. Men bereikte de top van het kerkgebouw op 29 november 2016, waarna consecratie volgde en de kerk werd voorzien van een temporeel kruis. Het kruis werd vervangen door een permanent kruis na voltooiing van de koepel. Sindsdien kampte men voortdurend met financiële kwesties en geschillen tussen de kerkgemeenschap enerzijds en haar partners anderzijds; een financiële rompslomp die de voltooiing heeft afgeremd. Eind december 2017 werd de bouw van de kerk stilgelegd. Tussendoor werd als noodoplossing overschakeld naar fondsenwerving. Het totale kostenplaatje steeg alsmaar verder en werd in juli 2018 geraamd op $ 80 miljoen.
Andrew Cuomo, gouverneur van de staat New York, meldde in april 2019 dat hij een team van zeven miljonairs en miljardairs had samengebracht om het project te voltooien.
Volgens de Port Authority of New York and New Jersey, naast de plaatselijke Grieks-orthodoxe kerkgemeenschap een van de beheerders van het kerkgebouw, zal de herbouwde kerk een van de meest bezochte kerkgebouwen in de Verenigde Staten worden.